# Oslos spårväg
Oslos spårväg, officiellt Sporveien (tidigare Oslo Sporveier), populärt kallat Trikken, är ett spårburet kollektivtransportmedel i Norges huvudstad Oslo. Sporveien AS, ägt av Oslo kommun, äger och förvaltar infrastrukturen, dotterbolaget Sporveien Vognmateriell AS äger och förvaltar fordonen medan dotterbolaget Sporveien Trikken AS ansvarar för driften av spårvagnstrafiken.  Spårvagnen går också under namnen "blåtrikken" och "bytrikken", dels för att skilja den från tunnelbanan i Oslo, som på västra sidan av staden – av tradition – också kallas för "trikk".

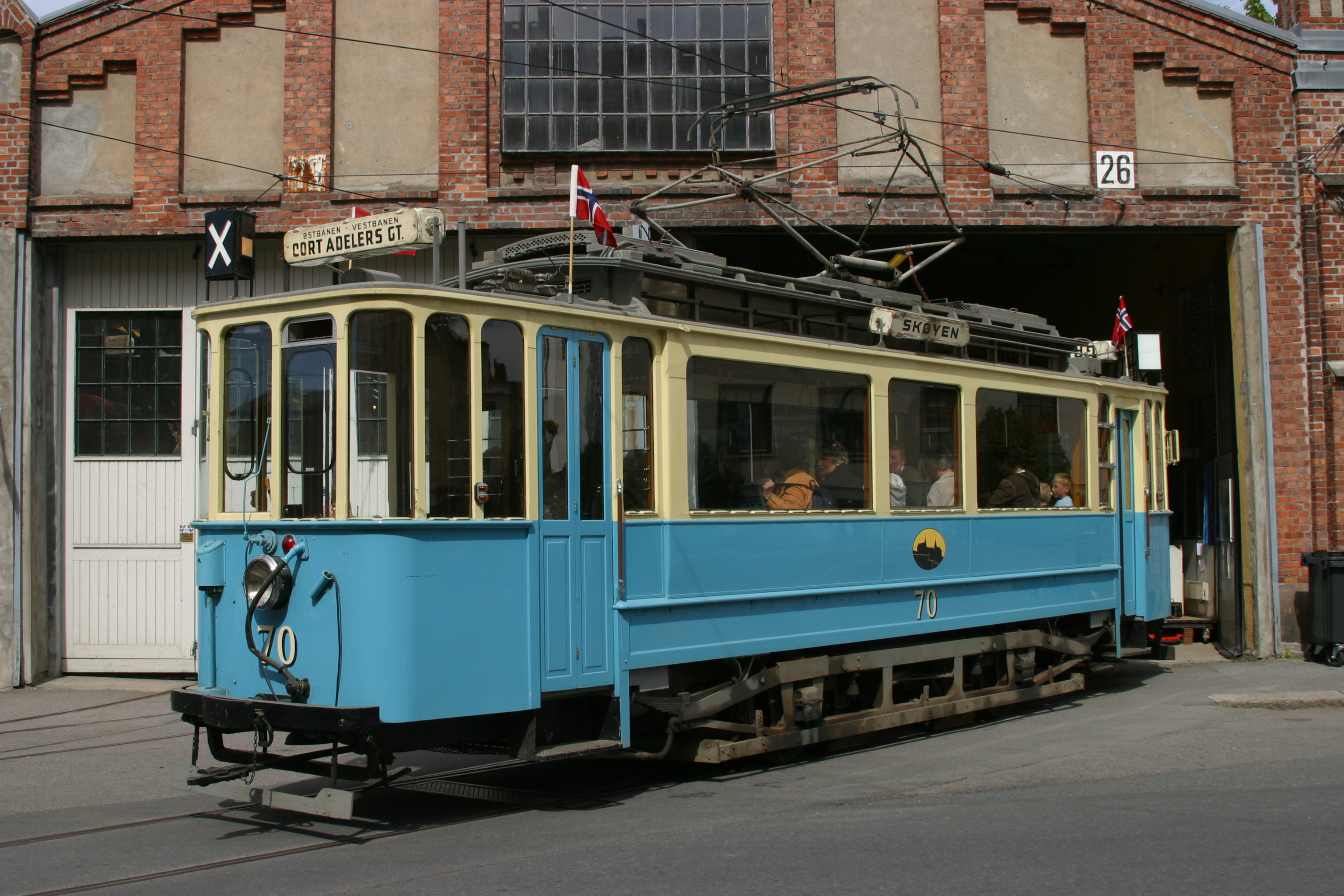
Sporveismuseet i Majorstuen.

Spårvägen i Oslo har ca 40 miljoner passagerare per år, vilket motsvarar 20 procent av lokaltrafiken i Oslo. Biljetter säljs av fylkestrafikbolaget Ruter AS.

## Linjer
Idag finns det sex olika linjer:
- 11 (grön): Majorstuen-Homansbyen-Grünerløkka-Torshov-Storo-Disen-(Kjelsås)
- 12 (lila): Majorstuen-Frogner-Aker Brygge-Jernbanetorget-Grünerløkka-Torshov-Storo-Disen-Kjelsås
- 13 (grön): Lilleaker-Skøyen-Nationaltheateret-Jernbanetorget-Oslo Hospital-Holtet-Ljabru
- 17 (röd): Rikshospitalet-Ullevål-Stortorvet-Carl Berners Plass-Sinsen-Grefsen
- 18 (gul): Rikshospitalet-Ullevål-Stortorvet-Jernbanetorget-Grünerløkka-Torshov-Storo-Grefsen
- 19 (gul): Majorstuen-Briskeby-Nationaltheateret-Jernbanetorget-Oslo Hospital-Holtet-Ljabru

Varje linje har vanligtvis avgångar var 10:e minut, men på kvällen och på helgerna är det 20 minuter mellan varje avgång. Om två linjer trafikerar samma sträcka, ligger avgångarna så att det blir en spårvagn var femte minut. Detta är en del av trafikbolagets "rullande trottoaren"-strategi.

## Historia

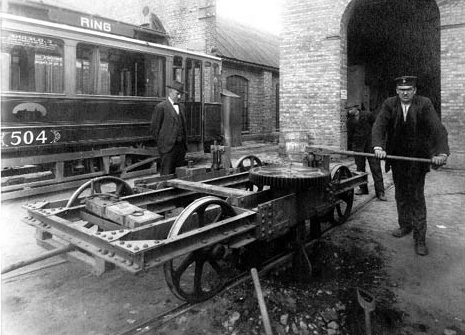
Underhållsarbete vid vagnhallen på Sagene, 1920.

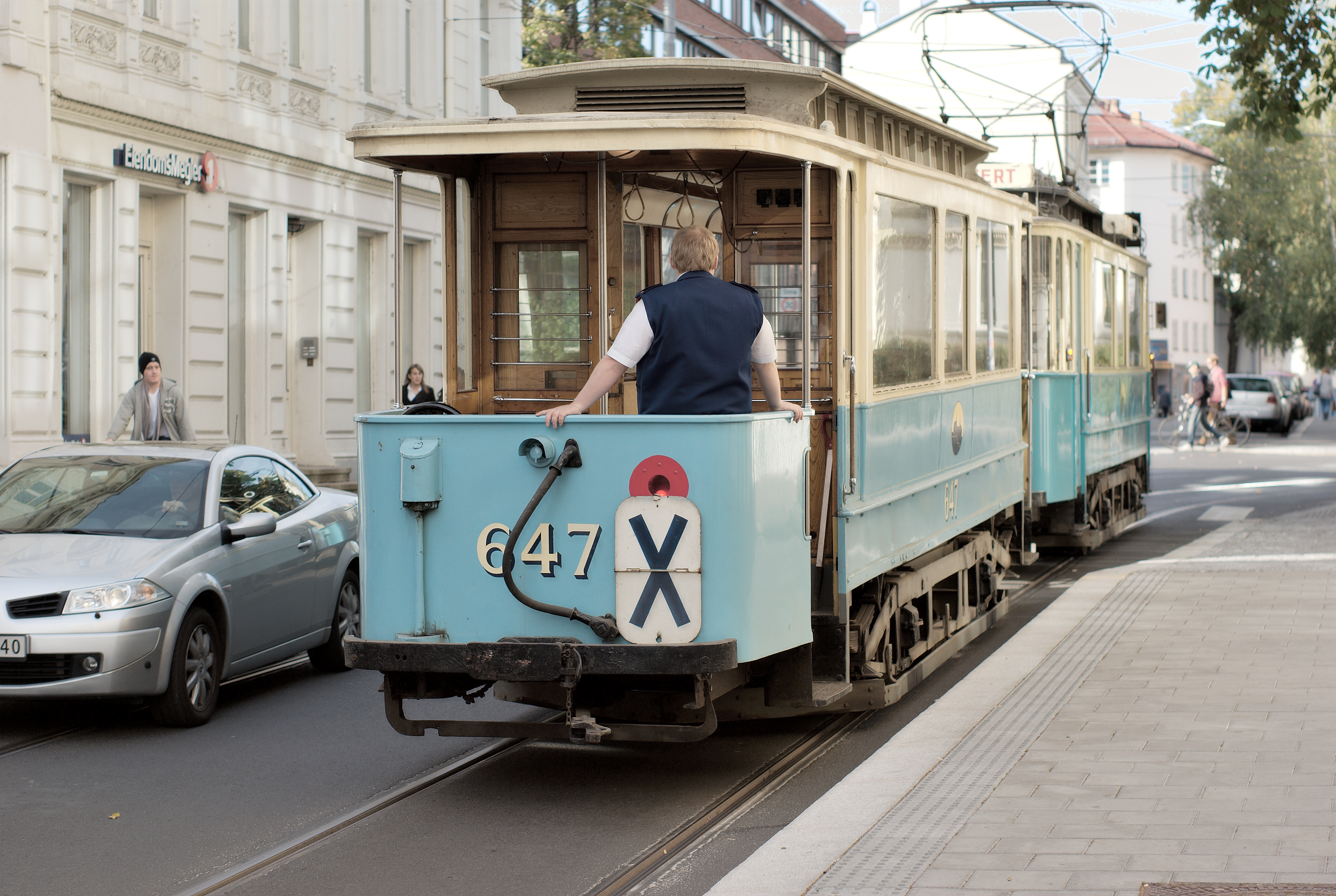
Vagn 70 på Briskeby i Oslo 2009, byggd 1913 av Falkenried för Kristiania Sporveisselskab

- Verksamheten startade 1875 med Kristiania Sporveisselskap och stadens första hästdragna spårvagn med linjer från Stortorvet till Homansbyen, Vestbanen och Gamlebyen, som då hette Oslo. Senare utvidgades verksamheten med elektrisk spårvagn från Akersgata till Sagene och Rødeløkka. Senare även med linje från Tollbugata till Vippetangen (Grønntrikken).
- 1894 började Kristiania Elektriske Sporvei (Blåtrikken) med Skandinaviens första elektriska spårvägslinje, Briskebylinjen, från Jernbanetorvet över Briskeby till Majorstuen, och med sidlinje till Skarpsno.
- Hästdragen spårvagn upphörde år 1900.
- Linjenumrering infördes 1910.
- Under 1924 använde staden Oslo sin inlösenrätt för spårvagnsföretagen Kristiania Elektriske Sporvei (Blåtrikken) och Kristiania Sporveisselskab (Grønntrikken) och bildade AS Kristiania Sporveier.
- Staden bytte namn till Oslo 1925 och spårvägsföretaget bytte namn till AS Oslo Sporveier.
- Det öppnades ständigt nya linjer och när spårvagnslinjen till Sinsen öppnades 1939 var linjenätet som störst.
- Kommunfullmäktige godkände att successivt stänga spårvägen 1960, och flera linjer ersattes med buss – och från 1964 med tunnelbana.
- Kommunfullmäktige upphävde nedläggningsbeslutet 1977.
- Den linje som går genom Vika över Aker Brygge öppnades 1995.
- Linjen till Rikshospitalet öppnade 1999.
- Från 20 augusti 2007 fortsatte Lilleakerlinjen från Jar station till Bekkestua. 1924 öppnades en spårvägslinje över exakt samma sträckning. Förlängningen kom till följd av en överenskommelse mellan Akershus fylkesting och Oslo Sporveier, och den kompletterade ersättningsbussar för Kolsåsbanan (tunnelbana) under ett år.
- Från 16 februari 2009 var sträckan Lilleaker – Bekkestua stängd under en period av 2 år.[2] Orsaken var att Kolsåsbanan uppgraderades.

## Framtida utvidgningar

### Godkända utvidgningar
- I Fjordbyen kommer spårvagnslinje att byggas, spårvägen vara en hörnsten i kollektivtrafiken i området. Fjordbyen kommer inte bara att innehålla nya hållplatser, banan på linjen till Ljabru kommer också att förändras.

### Potentiella utvidgningar
- Trikk till Kværnerbyen, antingen över  Grønland eller över Bispegata - Oslo torg.
- Förlänga spårvägslinjen från Sinsen längs Trondheimsveien till Tonsenhagen.
- Förlänga spårvägslinjen från Ljabru till Hauketo.
- Spårvägslinje mellan Skøyen och Majorstuen.
- Förlänga spårvägslinjen i Schweigaardsgate till Helsfyr.

## Möjliga kombinationsbanor
En kombinationsbana är en bana som kan gå på olika nät. I Osloregionen, som på de flesta ställen, innebär det att växla mellan spårvagnsnätet och järnvägsnätet (duospårväg). I Osloregionen har detta tidigare förekommit på järnvägslinjerna Østfoldbanen till Kolbotn, Hovedbanen i och till Lørenskog, och Gjøvikbanen i Oslo.
Studierna kom fram till att detta kunde genomföras, men att dagens alternativ var bättre. För Østfoldbanen till Kolbotn kan en kombibana bli aktuell efter att Follobanen blir byggd.[källa behövs]

## Vagntyper

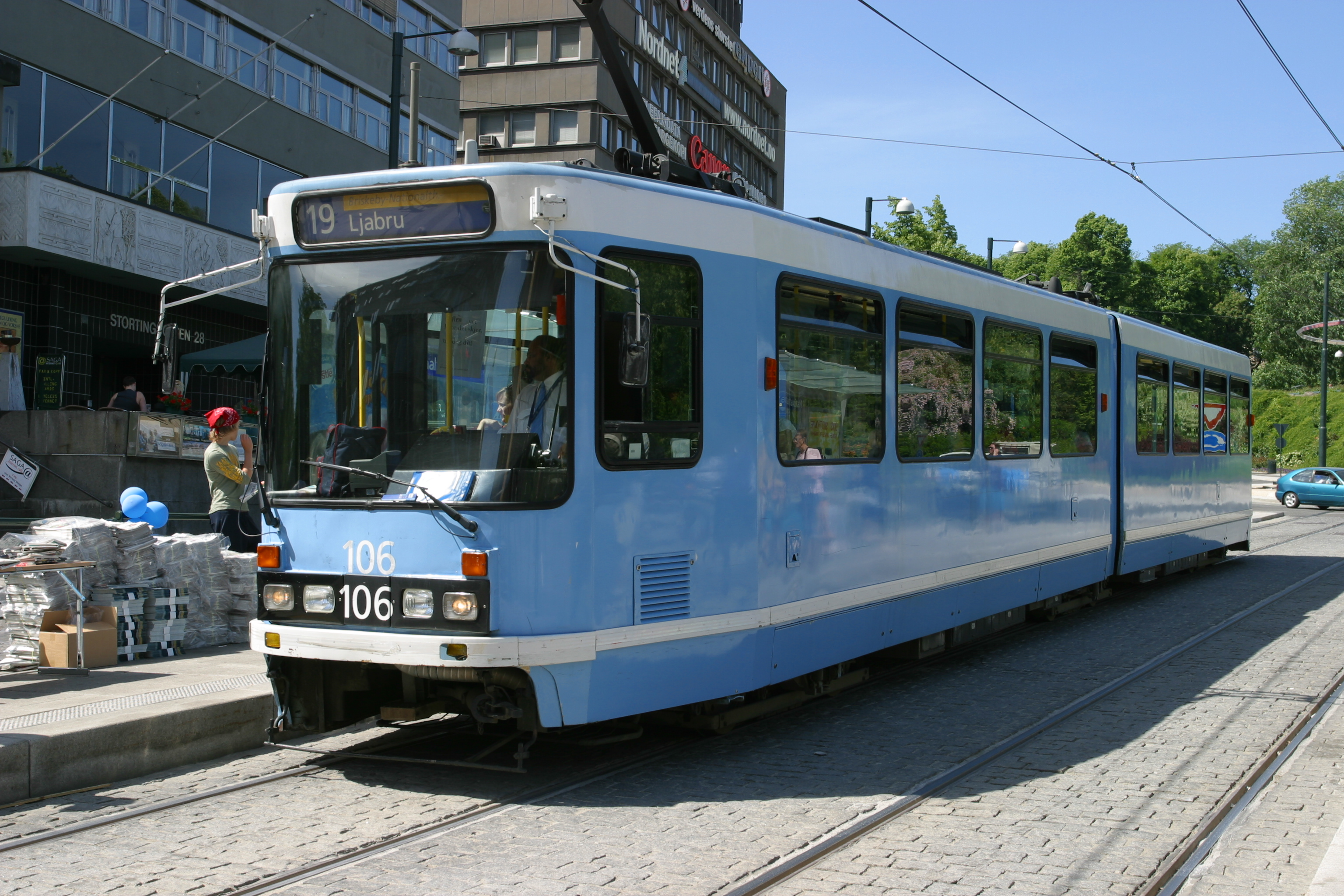
Trikk typ SL-79-I, vagn nr. 106.

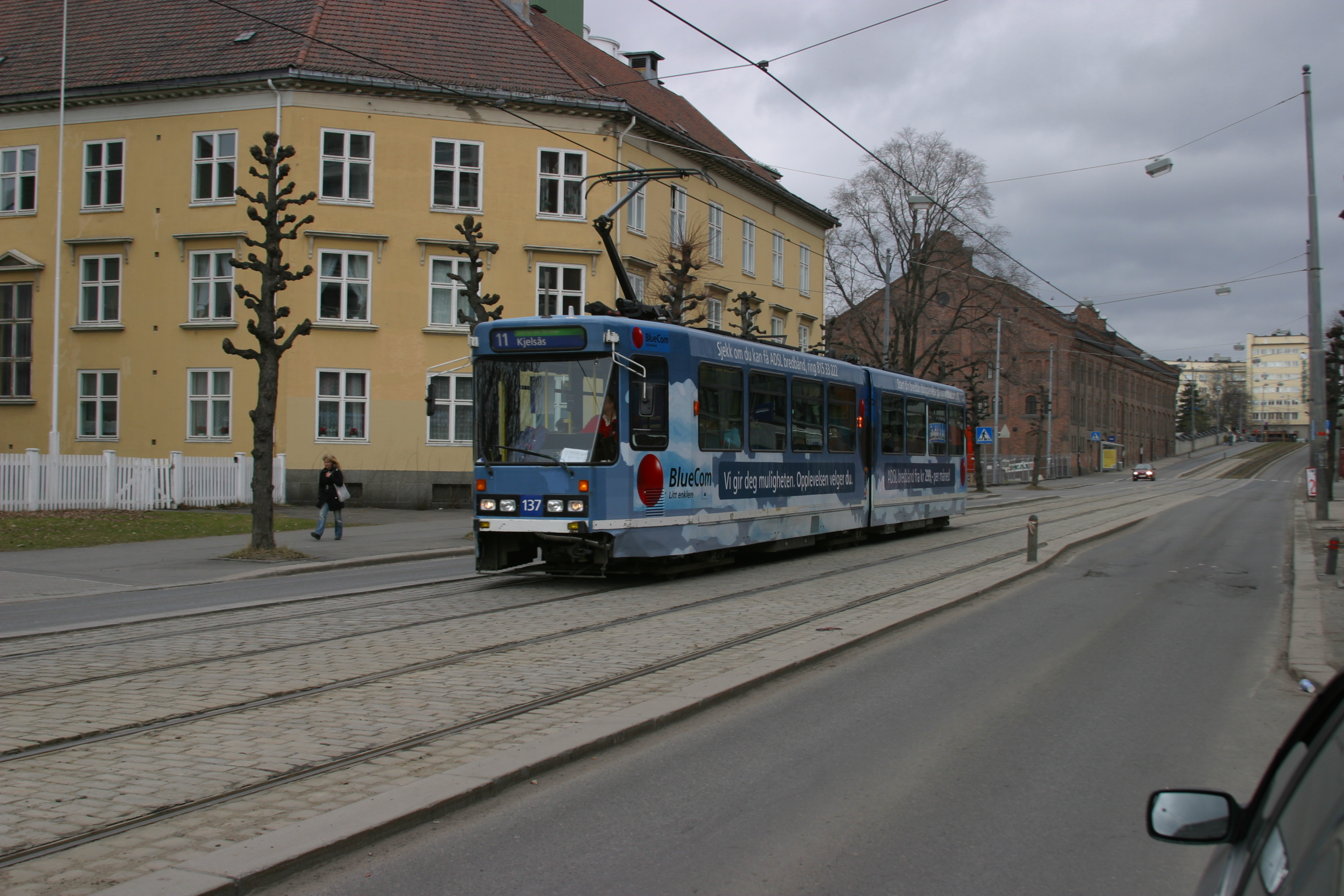
Trikk typ SL-79-II, vagn nr. 137.

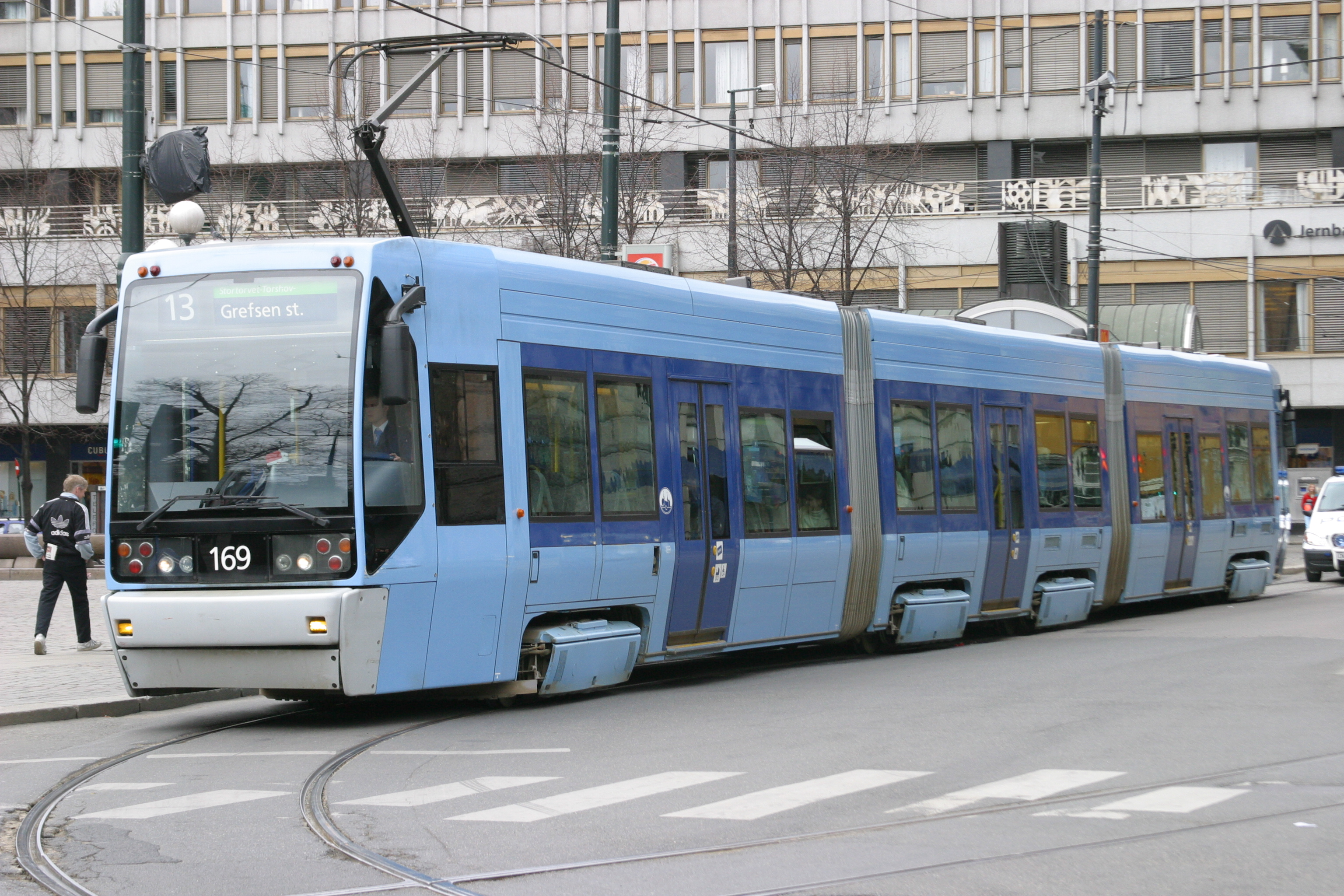
Trikk typ SL-95, vagn nr. 169.

Spårvägen i Oslo har 40 vagnar av typen SL-79 (numrerade från 101 till 140) och 32 vagnar av typen SL-95 (numrerade från 141 till 172). Vagnarna ägs av Sporveien Vognmateriell AS (tidigare namn Oslo Vognselskap AS). 

### SL-79
SL-79 (kort för "Spårvagn ledad, beställd 1979") är den äldre typen av vagnar på nätet. De är bara utrustade med förarplats i ena änden och används normala inte på Gaustadlinjen, eftersom ändhållplatsen "Rikshospitalet" saknar slinga för vändning. (Den tidigare ändhållplatsen John Colletts plass har en sådan slinga.) 
Vagnarna levererades i två serier. 1982 levererades 25 vagnar i den första serien, SL-79/I, och sattes i drift. De senare 15 vagnarna, SL-79/II, kom 1989. Utseendemässigt är de två serierna relativt likartade, även om det är en något annorlunda interiör II-serien, och några mindre tekniska skillnader. SL-79/I-serien hade en enkel bakdörr på den vänstra sidan, det saknade SL-79/II-serien. Duewag i Düsseldorf producerade de första 10 vagnarna i Tyskland och Strømmens Værksted (EB Strømmens Værksted från 1988) tillverkade resten på licens. Vagnarna har 71 sittplatser och plats för cirka 92 stående. SL-79 har en "korg" framför/under vagnen, en så kallad bondfångare, vilket ska vara ett skydd om något eller någon är framför spårvagnen. Korgen faller ner och "fångar" upp det som står i vägen. På SL-95 utelämnades denna "finess".

### SL-95
SL-95 (kort för Spårvagn ledad, beställd 1995) är en större och tyngre spårvagnstyp tillverkad av Ansaldobreda) i Italien. 
Denna typ av vagn är inte i normal trafik till Majorstuen, eftersom några kurvor i Homansbyen är för tvära och på vissa ställen är utrymmet litet mellan spåren. Planer finns för reparation av banan så att SL-95 kan användas i hela spårvagnsnätet.[källa behövs] Vagnarna har lågt golv vid alla dörrar, utom den främsta dörren. Vagnarna är också utrustade för att köras i båda riktningarna. De har säten mittemot varandra och dörrar på båda sidor. Vagnarna väger cirka 65 ton och har 88 sittplatser och plats för cirka 124 stående.